# Saint-Amand-en-Puisaye
Saint-Amand-en-Puisaye este o comună în departamentul Nièvre din centrul Franței. În 2009 avea o populație de 1.298 de locuitori.

## Evoluția populației
| An        | 1975  | 1982  | 1990  | 1999  | 2006  | 2009  |
| --------- | ----- | ----- | ----- | ----- | ----- | ----- |
| Populație | 1.337 | 1.394 | 1.361 | 1.397 | 1.332 | 1.298 |